# Ochrolomia suturalis
Ochrolomia suturalis är en insektsart som beskrevs av Ernst Friedrich Germar. Ochrolomia suturalis ingår i släktet Ochrolomia och familjen hornstritar. Inga underarter finns listade i Catalogue of Life.